# Christian Piwarz
Christian Piwarz (* 23. července 1975 Drážďany) je saský politik za CDU. Od roku 2006 zasedá v Saském zemském sněmu, v letech 2017 až 2024 byl saským státním ministrem školství a od roku 2024 zastává funkci saského státního ministra financí.

## Život
Po absolvování gymnázia Josepha-Haydna v Drážďanech-Striesenu působil Piwarz v letech 1994–1995 ve vojenské službě v Bad Frankenhausenu a Drážďanech a v letech 1995–2001 studoval právo na Technické univerzitě v Drážďanech. V červnu 2001 složil první státní zkoušku a po nutné právní praxi následovala v prosinci 2003 druhá státní zkouška. V letech 2004–2005 a znovu od roku 2006 pracoval jako nezávislý právník v drážďanské advokátní kanceláři a v letech 2005–2006 působil jako referent v Saské státní kanceláři.
Piwarz žije v Drážďanech. Je ženatý a má tři děti.

## Politika
Christian Piwarz se stal v roce 2006 poslancem Saského zemského sněmu, když nastoupil jako náhradník na místo po Uwe Albrechtovi. Během 4. volebního období (od svého vstupu do roku 2009) působil ve Výboru pro vnitřní záležitosti, Výboru pro školství a sport, 1. vyšetřovacím výboru pro Landesbank Sachsen a předsedal 2. vyšetřovacímu výboru. V 5. zemských volbách v roce 2009 byl Piwarz zvolen poslancem prostřednictvím přímého mandátu ve volebním obvodu Drážďany 6. V 5. volebním období byl 1. místopředsedou a manažerem frakce CDU, dále členem Výboru pro jednací řád a imunitní záležitosti, Volební kontrolní komise a od dubna 2012 do roku 2014 jedním z 19 členů Vyšetřovacího výboru sítě neonacistických teroristů v Sasku. V 6. zemských volbách v roce 2014 získal Piwarz ve svém volebním obvodu (po volební reformě Dresden 2) opět přímý mandát. Parlamentní frakce CDU ho znovu zvolila 1. místopředsedou a manažerem.
V letech 2010 a 2012 se zúčastnil hlasování 14. a 15. Spolkového shromáždění. Piwarz je od roku 2005 prezidentem Saského svazu amerického fotbalu (AFVS) a byl také tiskovým mluvčím Německého svazu amerického fotbalu (AFVD). Během evropské uprchlické krize od roku 2015 kritizoval spolu s dalšími politiky CDU kurz kancléřky Angely Merkelové.
Dne 18. prosince 2017 jej nový předseda saské vlády Michael Kretschmer jmenoval ve své první vládě saským státním ministrem školství. V 7. saských zemských volbách v roce 2019 Piwarz opět obhájil svůj přímý poslanecký mandát ve volebním obvodu Drážďany 2. Ve své druhé vládě jej Michael Kretschmer znovu jmenoval do funkce saského státního ministra školství. Piwarz obhájil svůj poslanecký mandát také v 8. saských zemských volbách, které se konaly 1. září 2024. Michael Kretschmer jej ve své třetí vládě jmenoval saským státním ministrem financí.